# Гранчево
Гранчево (Билечко) — водохранилище в Боснии и Герцеговине и частично в Черногории.
Расположено на реке Требишница недалеко от города Билеча. Это крупнейшее водохранилище на Балканах, длиной 18 км и шириной 3-4 км. Площадь озера составляет около 33 км², в зависимости от уровня воды. На дне озера находится заброшенная деревня, которая была эвакуирована при строительстве гидроэлектростанции. Наибольшая глубина озера составляет 104 м.
Ландшафт района, где расположено озеро, состоит из известняковых гор с голыми карстовыми образованиями